# QEMU
QEMU — свободная программа с открытым исходным кодом для эмуляции аппаратного обеспечения различных платформ.
Включает в себя эмуляцию процессоров Intel x86 и устройств ввода-вывода. Может эмулировать 80386, 80486, Pentium, Pentium Pro, AMD64 и другие x86-совместимые процессоры; ARM, MIPS, RISC-V, PowerPC, SPARC, SPARC64 и частично m68k.
Работает на Syllable, FreeBSD, OpenBSD, FreeDOS, Linux, Windows 9x, Windows 2000, Mac OS X, QNX, Android и др.
Автор программы — французский программист Фабрис Беллар (фр. Fabrice Bellard), создатель популярной библиотеки libavcodec, которую используют такие известные программы, как FFmpeg, ffdshow, MPlayer, VideoLAN и др.
Помимо эмуляции, поддерживает технологии аппаратной виртуализации (Intel VT и AMD SVM) на x86-совместимых процессорах Intel и AMD. Первоначально разработка велась в рамках проекта Linux KVM, в котором, помимо собственно KVM (поддержки технологий аппаратной виртуализации x86-совместимых процессоров на уровне ядра Linux), разрабатывались патчи для QEMU, позволяющие QEMU использовать функциональность KVM. Впоследствии патчи были объединены с основной веткой программы.

## Скорость работы
Программная эмуляция значительно замедляет работу виртуальной машины. Изначально предлагалось два способа значительно ускорить работу при эмуляции той же архитектуры, приблизив её к скорости основной системы — KQEMU и QVM86. Позже был интегрирован KVM — механизм для использования аппаратной поддержки виртуализации.

### KQEMU
Отличается очень быстрой эмуляцией при использовании специального модуля, названного KQEMU (первоначально модуль KQEMU имел проприетарную лицензию, в настоящее время лицензирован под GNU GPL). На данный момент стабильно работает только в Linux 2.4 — 2.6, есть экспериментальная поддержка Microsoft Windows и FreeBSD. Начиная с версии 0.12.0 QEMU не поддерживает KQEMU.

### QVM86
QVM86 имеет тот же самый принцип работы; он просто был заменой KQEMU в то время, когда исходные коды KQEMU не были открыты. Разработка QVM86 прекратилась в 2007 году.

### KVM
Для достижения скорости работы виртуализованной системы, сравнимой с работой на настоящем аппаратном обеспечении, qemu может использовать аппаратные возможности по виртуализации современных процессоров. Для этого применяется гипервизор KVM (или Xen).
Дополнительно, для ускорения работы с реальными картами расширения PCI / PCIe могут применяться технологии виртуализации пространства ввода-вывода (IOMMU) и передача доступа к реальному устройству внутрь виртуальной машины (если компьютер поддерживает Intel VT-d или AMD-Vi).

## Эмулируемые платформы
| В режиме запуска отдельных программ (user emulation): - x86 - ARM - SPARC (32 бита) - PowerPC - MIPS - m68k - RISC-V | В режиме запуска полноценной ОС: - все вышеперечисленные - AMD64 (x86-64) - EM64T |

## Платформы, на которых QEMU выполняется
| Полноценно: - x86 - x86-64 - PowerPC | Поддержка тестируется: - DEC Alpha - SPARC (32 бита) - ARM - S390 | Минимальная поддержка, только в текущей версии из CVS: - SPARC64 - IA-64 — Itanium - m68k |

## Использование
Запуск Live CD из ISO-образа.
```
qemu
 
-m
 
512
 
-cdrom
 
/путь/к_iso-образу/example.iso
 
-boot
 
d

```